# Jamila Abbas
Jamilla Abbas, là kỹ sư phần mềm, doanh nhân và doanh nhân người Kenya. Cô là người đồng sáng lập và là giám đốc điều hành của MFarm Kenya Limited, một tổ chức dựa trên internet giúp nông dân tìm ra các trang trại, hạt giống, truy cập báo cáo thời tiết và thông tin thị trường tốt nhất.

## Bối cảnh và giáo dục
Jamila sinh ra ở Kenya và theo học các trường địa phương để học đại học. Cô theo học Đại học Strathmore, tốt nghiệp với bằng Cử nhân Khoa học về Kỹ sư phần mềm.

## Sự nghiệp
Sau khi tốt nghiệp Đại học Strathmore, Jamila được Viện nghiên cứu y tế Kenya (KEMRI) thuê. Cô cũng trở thành thành viên của iHub, một cộng đồng công nghệ, nơi các nhà kỹ thuật tập trung trao đổi ý tưởng. Ở đó, cô được kết nối lại với Susan Oguya, một người bạn từ đại học. Vào tháng 9 năm 2010, Jamila và Susan quyết định chủ động làm điều gì đó cho hoàn cảnh của nông dân quy mô nhỏ ở Kenya, sử dụng công nghệ.
Hai người phụ nữ này cũng tham gia AkiraChix, một diễn đàn khác dành cho những phụ nữ quan tâm đến công nghệ thông tin. Ở đó, họ gặp ba sinh viên Đại học Strathmore khác, Linda Omwenga, Lillian Nduati và Catherine Kiguru. Năm người trong số họ đã quyết định tham gia IPO48, một cuộc thi phát triển phần mềm. Sự kiện này có sự tham gia của 100 thí sinh, được tổ chức thành 17 đội. Mục tiêu là phát triển một ứng dụng máy tính, có thể biến thành một dự án có thể kinh doanh được, tất cả chỉ trong vòng 48 giờ.
Cuộc thi được tổ chức bởi HumanIPO, từ Estonia. Vào tháng 11 năm 2011, năm phụ nữ trên đã thắng cuộc thi, với ứng dụng M-Farm, kết nối nông dân với các nhà cung cấp nông nghiệp, hợp tác xã và cho phép họ tiếp cận giá thị trường hiện tại cho sản phẩm của họ một cách kịp thời. Năm cô gái này cũng giành được giải thưởng cao nhất trị giá 1 triệu KSh (khoảng US $ 10.000).